# روك فوازين
روك فوازين (بالأحرف اللاتينية Roch Voisine) المولود كـ Joseph Armand Roch Voisine في 26 مارس/آذار 1963 في إدمنستون، نيو برونزويك، كندا هو مغني كندي من أصول أكادية، ويغني باللغتين الفرنسية والفرنسية، ويعيش في مونتريال وفي باريس. مشهور في مقاطعة كيبيك (بالفرنسية) وبقية كندا بالإنجليزية، وفي فرنسا وعالميا، مع شهرة واسعة في العالم العربي. من أشهر أغانيه Hélène. فاز بـجائزة جونو الكندية الموسيقية كأفضل مغني. كما أنه حاز عام 1997 على Officer of the Order of Canada.

## الألبومات
- 1986: Sweet Songs
- 1987: Roch Voisine
- 1989: Hélène
- 1990: Double
- 1990: Roch Voisine
- 1992: Europe Tour
- 1993: I'll Always Be There
- 1994: Coup de tête
- 1996: Kissing Rain
- 1999: Chaque feu...
- 2000: L'album de Noël
- 2000: Christmas Is Calling
- 2001: Roch Voisine
- 2002: Higher
- 2003: Je te serai fidèle
- 2005: Sauf si l'amour...
- 2006: Roch Voisine Live
- 2007: Best of
- 2008: Americana
- 2009: Americana II
- 2010: Americana III
- 2010: Confidences

## وصلات خارجية
- روك فوازين على موقع IMDb (الإنجليزية)
- روك فوازين على موقع ميوزك برينز (الإنجليزية)
- روك فوازين على موقع أول ميوزيك (الإنجليزية)
- روك فوازين على موقع ديسكوغز (الإنجليزية)
- روك فوازين على موقع قاعدة بيانات الفيلم (الإنجليزية)

- www.rochvoisine.com